# Mönchberg
Mönchberg est une commune de Bavière (Allemagne), située dans l'arrondissement de Miltenberg, dans le district de Basse-Franconie.
Au Moyen Age l'empereur Charles IV a autorisé l'archevêque Gerlier de Nassau à donner avec sa propre juridiction au village de Mayence à la ville de Mönchberg.